# Мазур Василь Митрофанович
Василь Митрофанович Мазур (нар. 13 січня 1950, Руданське) — український історик, кандидат історичних наук з 2002 року, доцент з 2004 року.

## Біографія
Народився 13 січня 1950 року в селі Руданському Шаргородського району Вінницької області. У 1978—1982 роках — навчався у Вінницькому державному педагогічному інституті імені М. Островського. З 1982 по 1985 рік працював учителем історії і географії; з 1985 року — старший лаборант; з 1989 року — старший викладач; з 2004 року — доцент кафедри історії України історичного факультету Вінницького державного педагогічного університету імені М. Коцюбинського.
У 1995—1998 роках — аспірант Інституту історії України НАН України (науковий керівник — доктор історичних наук Василь Марочко); у 2000 році у Харківському національному університеті імені В. Каразіна захистив кандидатську дисертацію на тему «Кооперативний рух у національних районах Української СРР (1921—1929 роки)».

## Наукова діяльність
Досліджує національну політику радянської держави; проблеми політичного, соціального, економічного, правового, релігійного та культурного становища
нацменшин в Україні у 1920—1930-х роках. Серед робіт:
- Голод 1922-23 років в Україні (історико-демографічний аналіз) // Історія України. -1999. — № 37;
- Соціокультурний феномен німецьких поселень в Україні 1920—1929 pp. // Історія Півдня України від найдавніших часів до сучасності. 36ірка наукових праць. — частина 2. — Миколаїв; Одеса, 1999;
- Національно-територіальні райони в Україні в 20-ті роки XX століття. // Наукові записки ВДПУ. Серія: Історія. — Випуск VI. — Вінниця, 2003;
- Особливості соціально-еюномічного та культурно-освітнього розвитку нацменшин в Україні (1920—1929 рр.): порівняльний аналіз. — Київ, 1999;
- Національно-мовне питання в країні (1991—2001 pp.). — Вінниця, 2003;
- Етногенез українського народу. — Вінниця, 2004.